# Legoklods
Legoklods er en type konstruktionslegetøj produceret af LEGO siden 1949 efter engelsk forbillede. Der er tale om en byggeklods af plast, der bygger på et stramt modulsystem, så alle klodser kan passe sammen og kombineres på et utal af måder.
Der var et meget begrænset antal variationer af klodser i begyndelsen. De første klodser var åbne i bunden og med knopper ovenpå, der passede stramt op i den næste klods.
I 1958 dør LEGOs grundlægger Ole Kirk Christiansen og sønnen Godtfred Kirk Christiansen overtager fabrikken. Samme år ændres klodserne, så de forsynes med indvendige rør således at sammenhæftningen bliver bedre. Siden er der kommet masser af specialklodser, der ikke er så generelle, men på en eller anden måde altid passer i modulsystemet.
Hver legoklods bliver fremstillet til en særlig præcisionsgrad. Når to klodser sidder sammen, skal de kunne sidde, så de ikke falde fra hinanden, men samtidig så løst at et lille barn kan pille det fra hinanden. Maskinerne, der producerer legoklodser, har tolerancer helt ned til 10 mikrometres.
Hvis man tager 8 klodser på 2×4 i samme farve, kan man bygge præcis 8.274.075.616.387 forskellige former.

## Hæder
Legoklodsen er på den dansk Kulturkanons liste over børnekunst.
I februar 2015 overtog Lego Ferraris plads som "verdens stærkeste varemærke."

## Andre anvendelser
Parallelt med legetøjet udvikler LEGO-klodserne til andre anvendelser. Der udvikles en serie klodser med et mindre modulmål, specielt fremstillet til arkitekter og som passer til skalamodeller af bygninger. Disse klodser tilpasses også til planlægningstavler hvor man hænger en plade med knopper op på væggen og markerer forskellige aktiviteter med forskellige farver.
En sidste gren på klodsens anvendelser er til informationstavler (modulex) hvor man selv kunne opbygge let-læste informationsskilte med klodserne.